# غشي (دير)
غشي (بالفارسية: گشی) هي قرية تقع في قسم آبدان الريفي (مقاطعة دير) في إيران. يقدر عدد سكانها بـ 151 نسمة بحسب إحصاء 2016.